# Evaza ventralis
Evaza ventralis är en tvåvingeart som beskrevs av James 1969. Evaza ventralis ingår i släktet Evaza och familjen vapenflugor. Inga underarter finns listade i Catalogue of Life.